# Neonauclea purpurea
Neonauclea purpurea är en måreväxtart som först beskrevs av William Roxburgh, och fick sitt nu gällande namn av Elmer Drew Merrill. Neonauclea purpurea ingår i släktet Neonauclea och familjen måreväxter. Inga underarter finns listade i Catalogue of Life.